# Heliopolis-Stil

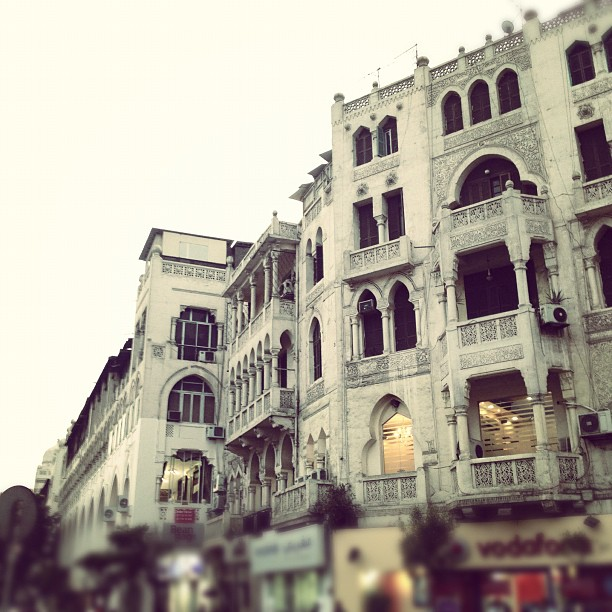
Gebäude im Heliopolis-Stil in Korba, Heliopolis

Der Heliopolis-Stil ist ein architektonischer Stil des frühen 20. Jahrhunderts, der im neuen Vorort Heliopolis im Osten von Kairo, Ägypten, entwickelt wurde. Die belgische Cairo Electric Railways & Heliopolis Oases Company, die für die Planung und Entwicklung des neuen Vororts verantwortlich war, schuf den neuen Stil, um dem Design ihrer Gebäude eine exklusive Eigenart zu verleihen. Dieser revivalistische Stil ist eine Synthese aus dem mittelalterlichen ägyptischen Revival, dem maurischen Revival, dem persischen Revival und der europäischen neoklassischen Architektur.

## Stil
Ziel dieses Stils war es, die ästhetischen und funktionalen Vorteile der einflussreichen Stile erfolgreich umzusetzen. Durch die Kombination der Qualitäten dieser Stile wurden maurische und persische Fassaden, ägyptische Raumvolumen und Ornamente, europäische Grundrisse sowie neoklassizistische und maurische Innenräume zu einer homogenen Einheit zusammengeführt.
Der Heliopolis-Stil vereinte unter anderem folgende Qualitäten:
- Klimaanpassungstechniken Nordafrikas (in Volumen umgesetzt).
- Persisch-maurisches Revival als architektonisches Stilmittel (in den Fassaden).
- Soziale Traditionen der euro-ägyptischen Gastfreundschaft des frühen 20. Jahrhunderts (umgesetzt in Plänen und Inneneinrichtung).

## Beispiele
Der Vorort Heliopolis ist das einzige Beispiel für diesen einzigartigen Baustil, der noch sehr gut erhalten ist. Der Heliopolis-Stil ist dort durch ein großes Ensemble von Gebäuden in einem weiten Gebiet mit der historischen Formensprache vertreten. Der Heliopolis-Palast, ursprünglich ein 1910 eröffnetes Grandhotel und heute ein Präsidentenpalast, ist ein außergewöhnliches Beispiel.
Zu den Architekten, die damals in diesem Stil arbeiteten, gehörten Charles Ayrout und Henry Habib Ayrout.